# تونس في الألعاب البارالمبية الصيفية 1988
شاركت تونس في الألعاب البارالمبية الصيفية بسيول 1988برياضي وحيد وهو منعم العابد.
و فاز منعم في سباقات 3000 و 400 متر إختصاصC6 ميداليتان برونزيتان.

## مواضيع ذات علاقة
- تونس في الألعاب البارالمبية
- منعم العابد